# Адеодат II
Адеодат II ((на латински: Adeodatus PP. II) е римски папа от 11 април 672 до 17 юни 676 г. Понякога е отбелязван само като Адеодат (без номер), или като Деуздедит ІІ тъй като папа Адеодат I е известен и като папа Деуздедит.
Роден е в Рим. Става бенедиктинец и служи като монах в римския манастир „Св. Еразъм“ на хълма Целий. Дава правото на Венеция да избира сама Венецианските дожи. Предполага се, че е признал освобождаването на абатството „Св. Мартин от Тур“ от епископска власт.
Той е активен в усъвършенстването на монашеството и в потискането на ереста на монотелитите. За него се знае малко. От кореспонденцията му са запазени само писмата за абатствата „Свети Петър Кентърбърийски“ и „Свети Мартин от Тур“.
Някои агиографи го наричат „светец“ и му определят като празник 26 юни. Но боландистите, които редактират и издават Acta Sanctorum, настояват, че той не е имал култ и следователно няма право на празник.
Адеодат II умира на 17 юни 676 г.